# Askersunds kommun
Askersunds kommun är en kommun i Örebro län. Centralort är Askersund.
Belägen vid Vättern består Askersund till 75 procent av skog. Skogsbygden kännetecknas av en höglänt, sjörik sprickdalsterräng vars platåer når 200–220 meter över havet. Trots att man i kommunen tillverkade järn redan under medeltiden är kommunen svagt industrialiserad. 
Fram till 1995 var invånarantalet svagt ökande, men vände därefter ner. En viss ökning kunde dock åter ses i slutet av 2010-talet. Största parti i samtliga val har varit Socialdemokraterna. Mandatperioden 2022–2026 styr en koalition bestående av Moderaterna, Kristdemokraterna och Liberalerna.

## Administrativ historik
Kommunens område motsvarar socknarna: Askersund, Hammar, Lerbäck och  Snavlunda. I dessa socknar bildades vid kommunreformen 1862 landskommuner med motsvarande namn. Askersunds stad, bildad 1643 genom utbrytning ur Askersunds socken, och stadskommun från 1863 var även den en del i kommunens område. 
Vid kommunreformen 1952 bildades storkommunen Lerbäck (av de tidigare kommunerna Lerbäck och Snavlunda) samtidigt som Askersunds landskommun uppgick i Askersunds stad medan Hammars landskommun förblev oförändrad. 
Askersund kommun bildades vid kommunreformen 1971 av Askersunds stad och storkommunerna Hammar och  Lerbäck.
Kommunen ingick från bildandet till 1 juni 2001 i Hallsbergs domsaga och ingår sen dess i Örebro domsaga.

## Geografi
Kommunen ligger i huvudsak i Närke, men sträcker sig även strax söder om Zinkgruvan en liten bit in i Östergötland.

### Topografi och hydrografi
Askersund består till 75 procent av skog. I väster inkluderar kommunen delar av den storblockiga Tiveden och den östra delen inkluderar en del av Tylöskogen. Skogsbygden kännetecknas av en höglänt, sjörik sprickdalsterräng vars platåer når 200–220 meter över havet. Gnejs och granit utgör huvudsakligen berggrunden som även har  inslag av urkalksten och malmförande hälleflintgnejser så som järn, zink och bly. Kommunens strandens mot Vättern utgörs av skarpa bergskonturer. Söndriga stränder, öar och sund, bildar tillsammans en inlandsskärgård. Som ledlinjer för kommunikationer och bosättning har ett åssystem med tre huvudåsar använts. Nära Snavlunda finns Närkes största isälvsdelta. Öppen odlingsmark finns vid Vätternviken Alsen.
Nedan presenteras andelen av den totala ytan 2020 i kommunen jämfört med riket.
|  | Bebyggelse (4,8 %) |

|  | Skog (78,2 %) |

|  | Öppen myrmark (1,6 %) |

|  | Jordbruksmark (10,8 %) |

|  | Övrig mark (4,6 %) |

|  | Bebyggelse (3,1 %) |

|  | Skog (68,0 %) |

|  | Öppen myrmark (7,2 %) |

|  | Jordbruksmark (7,4 %) |

|  | Övrig mark (14,3 %) |

### Naturskydd
År 2017 återinvigdes Tivedens nationalpark efter att den utvidgats. Parken beskrivs av Naturvårdsverket som "en av Sydsveriges vildaste skogar" med "kaotiska blockmarker".
År 2022 fanns 35 naturreservat i Askersunds kommun, varav ett flertal var belägna vid eller i Vättern. Däribland Verkanäset och Norra Vätterns skärgård.

### Administrativ indelning

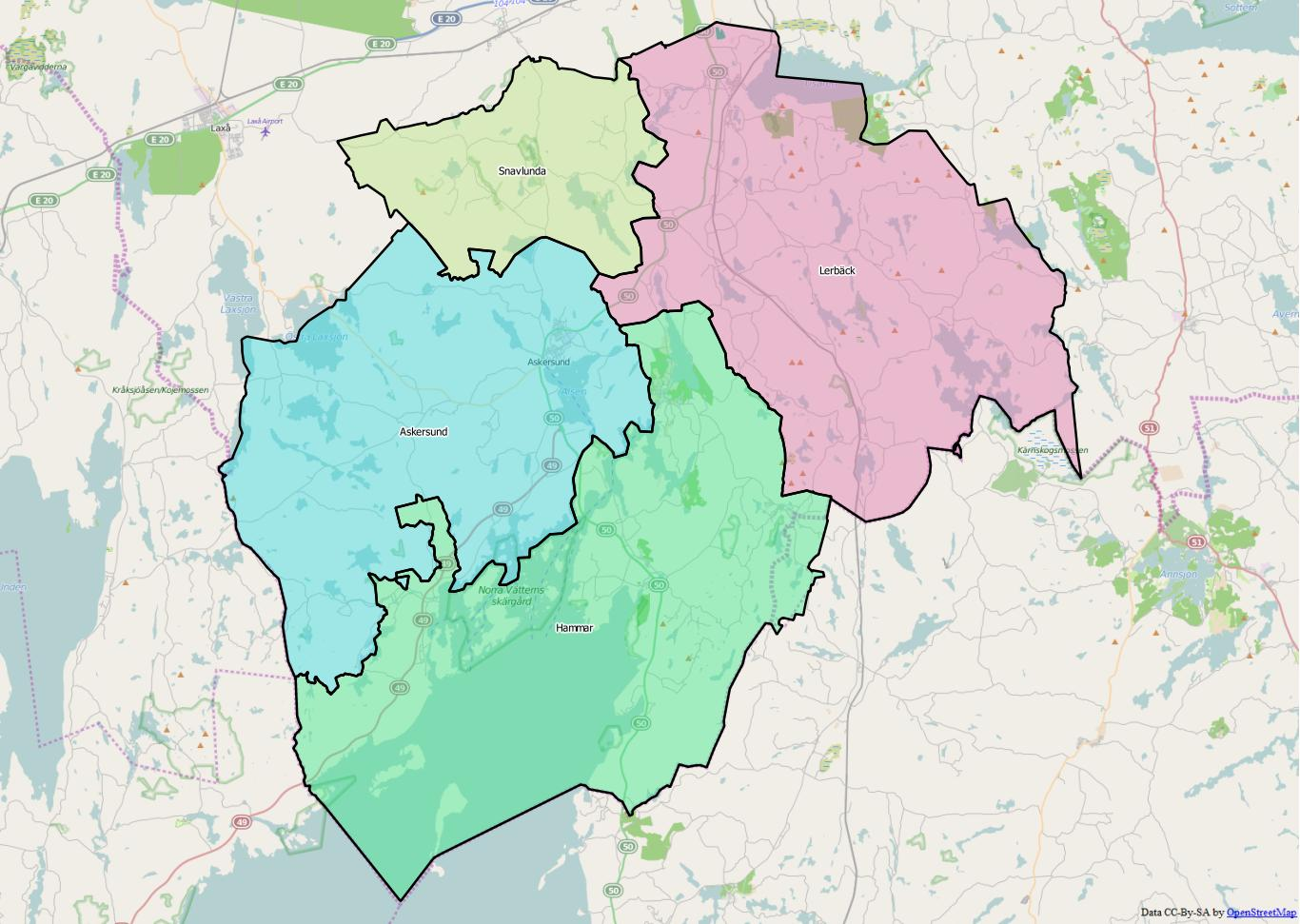
Distrikt inom Askersunds kommun

Fram till 2016 var kommunen för befolkningsrapportering indelad i fyra församlingar – Askersunds församling, Hammars församling, Lerbäcks församling och Snavlunda församling.
Från 2016 indelas kommunen istället i fyra distrikt – Askersund, Hammar, Lerbäck och Snavlunda.
År 2015 fanns fortfarande samma församlingar som vid årsskiftet 1999/2000, vilket distriktsindelningen är baserad på.

### Tätorter
Vid Statistiska centralbyråns tätortsavgränsning den 31 december 2015 fanns det sju tätorter i Askersunds kommun.
| Nr | Tätort      | Folkmängd |
| -- | ----------- | --------- |
| 1  | Askersund   | 3 997     |
| 2  | Åsbro       | 1 321     |
| 3  | Åmmeberg    | 443       |
| 4  | Zinkgruvan  | 316       |
| 5  | Rönneshytta | 279       |
| 6  | Hammar      | 266       |
| 7  | Olshammar   | 237       |

Centralorten är i fet stil.

## Styre och politik

### Styre
| 1994–1998 | S |    |    |
| 1998–2002 | S | C  |    |
| 2002–2006 | S | C  |    |
| 2006–2010 | S | C  |    |
| 2010–2014 | S | V  | MP |
| 2014–2018 | S | V  | MP |
| 2018–     | M | KD | L  |

### Kommunfullmäktige
Fram till valet 1998 hade kommunfullmäktige i Askersund 41 mandat vilka därefter minskades till 37 mandat. Inför valet 2010 beslutades om ännu en minskning, nu till 33 mandat.

#### Presidium
| Presidium 2022–2026   | Presidium 2022–2026 | Presidium 2022–2026    |
| --------------------- | ------------------- | ---------------------- |
| Ordförande            | S                   | Inger Trodell Dahl     |
| Vice ordförande       | M                   | Sofia Härdvall Hansson |
| Andre vice ordförande | SD                  | Jonas Bygdén           |

#### Mandatfördelning 1970–2022
|  | 20 | 4 | 11 | 4 | 2 | 3 |

| 42 |

|  | 19 | 6 | 11 | 3 | 2 | 3 |

| 38 | 7 |

|  | 20 | 4 | 12 | 3 | 2 | 3 |

| 35 | 10 |

| 2 | 20 | 3 | 10 | 3 | 2 | 5 |

| 32 | 13 |

| 2 | 23 |  | 8 | 2 | 2 | 7 |

| 30 | 15 |

|  | 23 | 7 | 4 | 2 | 8 |

| 33 | 12 |

|  | 22 | 2 | 7 | 5 | 2 | 6 |

| 28 | 17 |

| 21 |  | 8 | 3 | 4 | 8 |

| 29 | 16 |

| 2 | 25 | 7 | 3 | 2 | 6 |

| 26 | 19 |

| 4 | 16 | 5 | 2 | 4 | 6 |

| 17 | 20 |

| 4 | 16 |  | 5 | 3 | 3 | 5 |

| 17 | 20 |

| 3 | 15 |  |  | 4 | 2 | 3 | 8 |

| 20 | 17 |

| 2 | 14 |  |  | 3 | 2 | 3 | 7 |

| 16 | 17 |

| 2 | 13 | 2 | 4 | 3 |  | 2 | 6 |

| 22 | 11 |

| 2 | 10 |  | 5 |  | 3 |  | 2 | 8 |

| 19 | 14 |

|  | 10 |  | 7 |  | 2 |  | 2 | 8 |

| 16 | 17 |

### Nämnder

#### Kommunstyrelse
Kommunstyrelsen i Askersunds kommun utgörs av 11 ordinarie ledamöter. Under Kommunstyrelsen finns Kommunstyrelsens arbetsutskott.
| Presidium 2022–2026   | Presidium 2022–2026 | Presidium 2022–2026 |
| --------------------- | ------------------- | ------------------- |
| Ordförande            | M                   | Caroline Dieker     |
| Vice ordförande       | L                   | Fredrik Wernheden   |
| Andre vice ordförande | S                   | Anna Ahnér          |

#### Lista över kommunstyrelsens ordförande
- Bo Trygg, Socialdemokraterna, 1998–11 september 2009[17]
- Per Eriksson, Socialdemokraterna, oktober 2009–31 december 2018[17][18]
- Caroline Dieker, Moderaterna, 1 januari 2019–[19]

Denna lista hämtas från Wikidata. Informationen kan ändras där.

#### Övriga nämnder
| Nämnd                        | Ordförande | Ordförande      | Vice ordförande | Vice ordförande | Andre vice ordförande | Andre vice ordförande |
| ---------------------------- | ---------- | --------------- | --------------- | --------------- | --------------------- | --------------------- |
| Socialnämnden                | M          | Niina Iinatti   | M               | Ulrika Lindblad | S                     | Frida Ahnér           |
| Kultur- och tekniknämnden    | M          | Joakim Blückert | M               | René Francis    | S                     | Johan Calais          |
| Barn- och utbildningsnämnden | M          | Johanna Martin  | KD              | Daniel Ohron    | S                     | Ronny Larsson         |
| Valnämnden                   | M          | Bo Sylwan       | S               | Kurt Blomkvist  |                       |                       |

## Ekonomi och infrastruktur

### Näringsliv
Trots att man i kommunen tillverkade järn redan under medeltiden, vilken hade sina glansdagar under 1600- och 1700-talen, är kommunen svagt industrialiserad. En del bruk kom att ägas av Louis De Geers men något centrum för bergsbruket blev aldrig Askersund. Under 1800-talet började malmtillgångarna sina vilket ledde till att både bruk och gruvor lades ner eftersom. Som en rest från forna glansdagar återstår Skyllbergs Bruks AB, vilka fortsatt med spiktillverkning i Lerbäcks bergslag samt Zinkgruvan Mining AB i Zinkgruvan. Bland andra industrier hittas exempelvis sulfatfabriken Munksjö Aspa Bruk AB. I början av 2020-talet var dock kommunen den största arbetsgivaren.

### Infrastruktur

#### Transporter
Genom kommunen går riksvägarna 49 och 50 från var sin sida om Vättern och genom centralorten norrut. Kommunen  genomkorsas även av järnvägen Mjölby–Motala–Hallsberg.

## Befolkning

### Demografi

#### Befolkningsutveckling
Kommunen har 11 477 invånare (31 december 2024), vilket placerar den på 195:e plats avseende folkmängd bland Sveriges kommuner.
| Befolkningsutvecklingen i Askersunds kommun 1970–2020 | Befolkningsutvecklingen i Askersunds kommun 1970–2020 | Befolkningsutvecklingen i Askersunds kommun 1970–2020 | Befolkningsutvecklingen i Askersunds kommun 1970–2020 | Befolkningsutvecklingen i Askersunds kommun 1970–2020 |
| ----------------------------------------------------- | ----------------------------------------------------- | ----------------------------------------------------- | ----------------------------------------------------- | ----------------------------------------------------- |
|                                                       |                                                       |                                                       |                                                       |                                                       |
| År                                                    |                                                       |                                                       | Folkmängd                                             |                                                       |
| 1970                                                  | 1970                                                  |                                                       | 11 174                                                |                                                       |
| 1975                                                  | 1975                                                  |                                                       | 11 342                                                |                                                       |
| 1980                                                  | 1980                                                  |                                                       | 11 896                                                |                                                       |
| 1985                                                  | 1985                                                  |                                                       | 11 614                                                |                                                       |
| 1990                                                  | 1990                                                  |                                                       | 12 008                                                |                                                       |
| 1995                                                  | 1995                                                  |                                                       | 12 230                                                |                                                       |
| 2000                                                  | 2000                                                  |                                                       | 11 530                                                |                                                       |
| 2005                                                  | 2005                                                  |                                                       | 11 461                                                |                                                       |
| 2010                                                  | 2010                                                  |                                                       | 11 278                                                |                                                       |
| 2015                                                  | 2015                                                  |                                                       | 11 151                                                |                                                       |
| 2020                                                  | 2020                                                  |                                                       | 11 471                                                |                                                       |

## Kultur

### Kulturarv
År 2022 fanns fem byggnadsminnen i kommunen – Igelbäckens masugn, Kullängsstugan, Stjernsunds slott, Trehörnings masugn och Askersunds prästgård. Förutom byggnadsminnen fanns även 11 kulturmiljöer, bland dessa hittas Garpa och Västerby gruvor. De båda fornlämningarna är en del av Vena gruvfält som är av riksintresse för kulturmiljövården. Den 13 april 1768 skedde en av Sveriges största gruvolyckor genom tiderna i Västerby gruva.
Ett markant inslag i kulturlandskapet är områdets slott och herrgårdar, exempelvis finns bruksherrgårdar och bergsmansgårdar i  odlingsstråken norrut.

### Kommunvapen
Blasonering: I fält av silver en naturfärgad smed, hållande med båda händerna en svart slägga, och klädd i vit skjorta, blå byxor, gula strumpor, svarta skor och blå luva.
Vapnet går tillbaka på en bild av stadens sigill i dess första privilegiebrev från 1643. Det fastställdes som vapen år 1948. Efter kommunbildningen förestogs ingen modernisering, trots att vapenbilden innefattar en del ovanligheter, som vit skjorta mot en sköld av silver. Det registrerades oförändrat för den nya kommunen år 1975.